# Sinfonia n. 42 (Haydn)
La Sinfonia n. 42 in re maggiore, Hoboken I:42, fu composta da Joseph Haydn nel 1771. Insieme alla Sinfonia n. 46 in si maggiore ed alla Sinfonia n. 45 in fa diesis minore (Sinfonia degli addii) viene considerata appartenente al periodo                                                                                                    Sturm und Drang del compositore; con l'espressione mediata dal titolo del dramma di Klinger del 1776 che ha dato il nome al noto movimento letterario preromantico, gli storiografi musicali infatti indicano spesso alcuni fenomeni che caratterizzarono l'area tedesca nel periodo 1840-1880.

## Struttura e organico
La Sinfonia n. 42 in re maggiore è stata composta per un organico di due oboi, due fagotti, due corni ed archi.
La struttura è in quattro movimenti:
1. Moderato e maestoso
2. Andantino e cantabile
3. Menuet: Allegretto
4. Finale: Scherzando e presto

Secondo H. C. Robbins Landon, il massimo studioso haydniano del Novecento, questa sinfonia è la prima, fra quelle composte da Haydn, a mostrare in modo deciso e pervasivo "... l'influenza dell'opera comica italiana".
In effetti nel primo movimento Moderato e maestoso si crea quasi un clima da aria d'opera, grazie alle numerose acciaccature e al cantabile del tema d'apertura. Non meno sereno e gioviale il secondo movimento Andantino e cantabile, caratterizzato da un'ampia cantabilità del materiale tematico e da un finale in cui entrano i corni non ancora utilizzati in questo brano. Il gioioso Minuetto del terzo movimento si caratterizza per le vigorose note ribattute da tutta l'orchestra ed un incantevole trio in cui gli archi conducono una sorta di danza paesana. Il Finale è costituito da un tema con quattro variazioni, l'ultima delle quali di fatto è la coda.
L'esecuzione della Sinfonia n. 42 in re maggiore ha una durata tipica di circa 25 minuti.